# 최웅길
최웅길(영어: Choi Ung Gil, 중국어: 崔雄吉, 1954년 1월 2일 ~ )은 대한민국의 소방공무원이다. 충청남도 당진군 출신으로 1983년 2월 22일 제3기 소방간부후보생으로 임관하여 공주소방서장, 소방방재청 정보화기획관, 경기도 소방재난본부장, 제24대 서울소방재난본부장, 소방산업공제조합 이사장, 한국소방산업기술원 원장을 역임하였다.

## 학력
- 1966년 2월 : 한정초등학교
- 1970년 2월 : 신평중학교
- 1973년 2월 : 예산고등학교
- 2000년 2월 : 대전산업대학교 졸업(일본어학 학사)
- 2004년 2월 : 충남대학교 행정대학원(행정학 석사)
- 2013년 2월 : 한성대학교 대학원 (행정학박사)

## 경력
- 1983년 2월 : 대전소방서 예방·소방계장
- 1985년 12월 : 공주소방서, 충남 민방위국
- 1991년 6월 : 충남소방본부 소방계장
- 1995년 5월 : 충남소방본부 구조구급과 과장, 공주소방서장
- 2002년 1월 : 소방방재청 전산통신팀장
- 2004년 7월 : 소방방재청 정보화기획관
- 2007년 2월 : 부산광역시 소방본부 본부장
- 2008년 2월 : 국방대학교 교육파견
- 2009년 1월 : 경기도 소방재난본부 본부장
- 2009년 11월 : 서울소방재난본부 본부장
- 2012년 3월 : 소방산업공제조합 이사장
- 2016년 1월 : 제18대 한국소방산업기술원 원장

## 수상
- 2012년 : 황조근정훈장
- 2006년 : 홍조근정훈장
- 2004년 : 대통령표창
- 1988년 : 모범공무원
- 1983년 : 대통령상